# Maracaçumé (kommun)
Maracaçumé är en kommun i Brasilien.   Den ligger i delstaten Maranhão, i den nordöstra delen av landet, 1 500 km norr om huvudstaden Brasília. Antalet invånare är 19 142.
Följande samhällen finns i Maracaçumé:
- Maracaçumé

Omgivningarna runt Maracaçumé är huvudsakligen savann. Runt Maracaçumé är det ganska glesbefolkat, med 29 invånare per kvadratkilometer.